# Kornephoros
Kornephoros (Beta Herculis, β Herculis, starší označení Ruticulus) je žlutý obr v souhvězdí Herkula. Zdánlivá jasnost primární hvězdy je +2.81, jelikož je to binární hvězda. Díky její magnitudě se jedná o nejjasnější hvězdu v jejím souhvězdí. Je vzdálená přibližně 139 světelných let. I přesto, že má Bayerovo označení β, je nejjasnější hvězdou uvnitř souhvězdí Herkula.